# Donald Kagan
Donald Kagan (n. 1 mai 1932, Kuršėnai⁠(d), Šiaulių rajono savivaldybė⁠(d), Lituania – d. 6 august 2021, Washington, D.C., District of Columbia, SUA) a fost un istoric și clasicist american cu origini lituaniene, care a predat la Universitatea Yale și s-a specializat în istoria Greciei antice. Anterior a predat la Departamentul de Istorie de la Universitatea Cornell.  Kagan este autor a mai multor cărți și articole despre istoria antica greacă și a fost distins cu numeroase premii și onoruri pentru contribuția sa la studiul istoriei. A fost considerat unul dintre cei mai importanți istorici clasici americani.

## Viață personală și educație
Donald Kagan s-a născut la Kuršėnai, Lituania, pe 1 mai 1932. Tatăl său, Samuel, a murit inainte ca Kagan sa implineasca 2 ani, iar mama sa, Lea (Benjamin), a emigrat ulterior in Statele Unite cu Kagan si sora sa . Kagan a crescut in zona Brownsville din Brooklyn. A studiat la liceul Thomas Jefferson, unde a jucat fotbal american, înainte sa devina prima persoana din familia sa care a mers la universitate. A absolvit Brooklyn College in 1954, a obținut un masterat in clasici de la Brown University in 1955 si un doctorat in istorie de la Ohio State University in 1958.
Donald Kagan s-a căsătorit cu Myrna Dabrusky în 1954. S-au cunoscut în timp ce studiau impreuna la liceul Thomas Jefferson și au rămas împreună pentru 62 de ani, până la moartea ei în 2017. Au avut doi copii: Robert și Frederick.
Donald Kagan a decedat la data de 6 august 2021, la un centru pentru pensionari din Washington, D.C. Avea 89 de ani .

## Operă
Cunoscut pentru cercetările sale prolifice asupra războiului din Peloponesiac ; Kagan este, de asemenea, faimos pentru lucrarea sa Despre Originile Războiului și Păstrarea Păcii, o istorie comparativă care examinează patru conflicte majore (Războiul Peloponezian, Primul Război Mondial, Al Doilea Război Punic și Al Doilea Război Mondial) și unul neconflictual ( Criza rachetelor din Cuba) cu scopul de a identifica cum și de ce încep sau nu războaiele. Vorbind în 2015 despre lucrare, Kagan a rezumat cauzele războiului citându-l pe Tucidide: „Știi, Tucidide are această perspectivă grozavă. Aș vrea să pot convinge oamenii să acorde atenție – el are unul dintre vorbitorii săi de la începutul războiului. , „De ce merg oamenii la război? Din frică, onoare și interes”. Ei bine, toată lumea cunoaște interesul, iar frica este foarte credibilă. Nimeni nu ia onoarea în serios.” Kagan crede că onoarea – mai bine înțeleasă ca „prestigiu” – a fost crucială la începutul Primului Război Mondial, de exemplu.
Operele sale nu au fost traduse încă în limba română. 